# Clóvis Bornay
Clóvis Bornay (Nova Friburgo, 10 de janeiro de 1916 — Rio de Janeiro, 9 de outubro de 2005) foi um museólogo e carnavalesco brasileiro, idealizador do Baile de Gala do Theatro Municipal do Rio de Janeiro, em 1937.

## Biografia
Era o mais novo dos doze filhos de pais espanhóis, seu pai era dono de uma loja de joias em Nova Friburgo.
Na sua juventude, durante a década de 1920, descobre no carnaval sua grande paixão. Começou sua carreira em 1937, quando conseguiu convencer o diretor do Teatro Municipal do Rio de Janeiro a instituir bailes de carnaval de gala com concurso de fantasias, inspirado no modelo dos bailes de Veneza. Estreou neste ano com sua fantasia intitulada  "Príncipe Hindu" e obteve o primeiro lugar.
Passou a desfilar também nas Escolas de Samba, sendo célebre a fantasia em homenagem a Estácio de Sá, no desfile de 1965, quando a cidade comemorava seu quarto centenário de fundação.
Tornou-se um dos mestres em fantasias de Carnaval - a todo ano trazia novos elementos em suas fantasias, e acabava ganhando quase todos os concursos que disputava. Evandro de Castro Lima e Mauro Rosas eram seus rivais de salão. De tanto ganhar, acabou sendo declarado hors concours (concorrente de honra, não sujeito à premiação).
Casamento de Generosidade: Clóvis Bornay se casou com uma vendedora amiga para que pudesse proteger as três filhas dela, Karine, Patricia e Tainá, e mantinha uma relação de pai com as meninas já que era o principal responsável por elas.

## Museologia
Trabalhou como museólogo no Museu Histórico Nacional, cuja iniciativa que se tem nota foi a da cessão do refrigerador de seu gabinete de trabalho para a criação de uma sala de exposição-depósito de peças com estabilidade de temperatura. Atuou também em outras entidades culturais.

## À frente do carnaval de escolas de samba
Foi carnavalesco das escolas de samba Salgueiro, em 1966, Unidos de Lucas e Vila Santa Tereza, em 1967, Unidos de Lucas em 1968 e 1969, Portela em 1969 e 1970, Mocidade em 1971 e 1972, Unidos da Tijuca e Viradouro, em 1973. Com a Portela ganhou o campeonato de 1970 com o enredo "Lendas e mistérios da Amazônia" (que foi reprisado no desfile de 2004).
Introduziu inovações como a figura do destaque, que é uma pessoa luxuosamente fantasiada sendo conduzida do alto de um carro alegórico. Após isso, todas as demais escolas de samba copiam e tornam o quesito obrigatório. E  ao longo de seus 77 anos de carnaval (69 em desfiles), sempre ele mesmo participava dos desfiles carnavalescos como destaque. Embora sua carreira esteja justa e fortemente ligada ao carnaval do Rio de Janeiro, por diversas vezes desfilou no carnaval de São Paulo como destaque da Escola de Samba Nenê de Vila Matilde.
Algumas de suas fantasias são expostas no Brasil e são acervo de outros museus no exterior. Pela significação de seu trabalho, foi laureado com o título de cidadão honorário de Louisiana em 1964.
Recebeu a "Medalha Tiradentes" da ALERJ em 1966 dada a personalidades que tenham relevância cultural para o estado.
Foi também cantor, gravando marchinhas carnavalescas nos anos 60 e 70.
| Ano  | Escola             | Colocação | Divisão     | Enredo                                |
| ---- | ------------------ | --------- | ----------- | ------------------------------------- |
| 1966 | Salgueiro          | 5º lugar  | 1A          | Os amores célebres do Brasil          |
| 1967 | Unidos de Lucas    | 5º lugar  | 1           | Festas tradicionais do Rio de Janeiro |
| 1967 | Vila Santa Tereza  | 4º lugar  | 3           | Reminiscências afro-brasileiras       |
| 1968 | Unidos de Lucas    | 5º lugar  | 1           | Sublime Pergaminho                    |
| 1969 | Unidos de Lucas    | 9º lugar  | 1           | Rapsódia folclórica                   |
| 1969 | Portela            | 3º lugar  | 1           | Treze naus                            |
| 1970 | Portela            | Campeã    | 1           | Lendas e mistérios da Amazônia        |
| 1970 | Unidos de Lucas    | 10º lugar | 2           | Arte Barroca                          |
| 1972 | Mocidade           | 7º lugar  | 1           | Rainha Mestiça em Tempo de Lundu      |
| 1973 | Mocidade           | 7º lugar  | 1           | Rio Zé Pereira                        |
| 1973 | Unidos da Tijuca   | 8º lugar  | 2           | Bom dia, café!                        |
| 1973 | Viradouro          | Campeã    | 1 - Niterói | Niterói - sua origem e evolução       |
| 1974 | Souza Soares       | Campeã    | 2 - Niterói | Salubá Bahia!                         |
| 1977 | Souza Soares       | Campeã    | 2 - Niterói | Muiraquitã - A festa do amor          |
| 1990 | Império do Marangá | 4º Lugar  | Grupo C     | Clementina - Uma rainha negra         |
| 1991 | Império do Marangá | 7º Lugar  | Grupo C     | Do Congo à coroação do Rei            |

## Atuação no cinema
Em 1967, foi chamado para atuar no filme Terra em Transe, de Glauber Rocha, contracenando com Paulo Autran. Também participou do filme "Independência ou Morte", de 1972.

## Morte
Às 15 horas do dia 9 de outubro de 2005, Clóvis deu entrada no Hospital Souza Aguiar desidratado e com infecção intestinal. Apesar de medicado, acabou falecendo de uma parada cardiorrespiratória.